# Peggy Ryan
Peggy Ryan (eg. Margaret O'Rene Ryan), född 28 augusti 1924 i Long Beach i Kalifornien, död 30 oktober 2004, var en amerikansk skådespelare och dansös.
Hon började i varietéer och gjorde filmdebut som 13-åring och parades i början av 1940-talet ihop med Donald O'Connor i en rad filmer. Hon drog sig tillbaka från filmen i början på 1950-talet och startade en dansskola.
Hon bosatte sig sedermera på Hawaii och medverkade i en del avsnitt som sekreterare i den populära TV-serien Hawaii Five-0.
Hon avled i komplikationer av två strokes.

## Filmografi (urval)
- Top of the Town (1937)
- Vredens druvor (1940)
- Give Our Sisters (1942)
- The Merry Monahans (1942)
- Bowery to Broadway (1944)
- That's the Spirit (1945)
- Hawaii 5-0 (1969 - 1976; TV-serie)